# Maggie Blye
Maggie Blye, pseudonimo di Margaret Jane Blye (Houston, 24 ottobre 1942 – West Hollywood, 24 marzo 2016), è stata un'attrice statunitense.

## Filmografia parziale

### Cinema
- Estate e fumo (Summer and Smoke), regia di Peter Glenville (1961) - non accreditata
- Hombre, regia di Martin Ritt (1967)
- La vecchia legge del West (Waterhole 3), regia di William A. Graham (1967)
- Diamanti a colazione (Diamonds for Breakfast), regia di Christopher Morahan (1968)
- Un colpo all'italiana (The Italian Job), regia di Peter Collinson (1969)
- The Sporting Club, regia di Larry Peerce (1971)
- Mafiosi di mezza tacca e una governante dritta (Every Little Crook and Nanny), regia di Cy Howard (1972)
- Mercoledì delle ceneri (Ash Wednesday), regia di Larry Peerce (1973)
- L'eroe della strada (Hard Times), regia di Walter Hill (1975)
- Final Chapter: Walking Tall (Walking Tall: Final Chapter), regia di Jack Starrett (1977)
- Piccoli amori (Little Darlings), regia di Ron Maxwell (1980)
- American Blue Jeans (Liar's Moon), regia di David Fisher (1981)
- Entity (The Entity), regia di Sidney J. Furie (1981)
- Cupido - Messaggero di morte (Cupid), regia di Doug Campbell (1997)
- Glam, regia di Josh Evans (1997)
- Profezie di morte (The Prophet's Game), regia di David Worth (2000)
- Last Goodbye, regia di Jacob Gentry (2004)
- The Gingerdead Man, regia di Charles Band (2005)

### Televisione
- Hazel – serie TV, 1 episodio (1964)
- Perry Mason – serie TV, 1 episodio (1965)
- Gunsmoke – serie TV, 2 episodi (1964-1965)
- Ben Casey – serie TV, 2 episodi (1966)
- Melvin Purvis G-MAN – film TV (1974)
- Terrore a 12 mila metri (Mayday at 40,000 Feet!) – film TV (1976)
- Golden Gate – film TV (1981)
- Love Lives On – film TV (1985)
- Lyndon B. Johnson: i primi anni (LBJ: The Early Years) – film TV (1987)
- L'ispettore Tibbs (In the Heat of the Night) – serie TV, 4 episodi (1988)
- I viaggi del cuore (Journey of the Heart) – film TV (1997)
- Mi presenti Babbo Natale? (Meet the Santas) – film TV (2005)
- Un soldato, un amore (Meet My Mom) – film TV (2010)

## Doppiatrici italiane
- Angiolina Quinterno ne L'eroe della strada, Entity
- Vittoria Febbi in Hombre
- Flaminia Jandolo ne La vecchia legge del West
- Rita Savagnone in Mafiosi di mezza tacca e una governante dritta
- Melina Martello in Mercoledì delle ceneri
- Rosetta Salata in Lois & Clark - Le nuove avventure di Superman